# Shadows Are Security
Albums de As I Lay Dying
Frail Words Collapse
(2003) A Long March: The First Recordings
(2006)
Singles
1. Confined
Sortie : 2005
2. The Darkest Nights
Sortie : 2005
3. Through Struggle
Sortie : 2005
4. Shadows Are Security
Sortie : 2005

Shadows Are Security est le troisième album studio du groupe de metalcore Américain As I Lay Dying.
L'album est sorti le 14 juin 2005 sous le label Metal Blade Records, a atteint la trente-cinquième place au Billboard 200, la première place dans la catégorie Independent Albums et s'est vendu à environ 275 000 exemplaires[réf. souhaitée].
Une version limitée de l'album est sortie le 23 juin 2005, accompagnée d'un DVD et l'album a également été redistribué le 17 octobre 2006.
Alors qu'il était le bassiste du groupe au moment de l'enregistrement de l'album, Clint Norris ne joue pas dans Shadows Are Security. 
Par ailleurs, le chanteur Dave Arthur, du groupe Kings to You, assure la partie des chants clairs sur les titres Confined, The Darkest Nights et Through Struggle[réf. souhaitée].
Enfin, des invités ont participé pour l'enregistrement de plusieurs pistes.
Des singles et des clips ont été produits pour les titres Confined, The Darkest Nights et Through Struggle et un single a été produit regroupant les pistes Through Struggle, Confined et Meaning in Tragedy.

## Liste des titres
1. Meaning in Tragedy – 3:12 (avec la participation de Matt Mentley de Throwdown)
2. Confined – 3:11 (avec la participation de Matt Mentley de Throwdown)
3. Losing Sight – 3:24
4. The Darkest Nights – 3:51
5. Empty Hearts – 2:49
6. Reflection – 3:11
7. Repeating Yesterday – 4:02
8. Through Struggle – 3:58
9. The Truth of My Perception – 3:06
10. Control is Dead – 2:56 (avec la participation de Dan Weyandt de Zao)
11. Morning Waits – 3:56
12. Illusions – 5:48 (avec la participation de Jason Moody de No Innocent Victim[2])

## Composition du groupe
- Tim Lambesis — Chant
- Nick Hipa — Guitare
- Phil Sgrosso — Guitare / Basse (en studio) / Piano
- Clint Norris — Basse (en live) / Voix de fond
- Jordan Mancino — Batterie
- Dave Arthur — Chant clair

## Collaborateurs
- Jacob Bannon (du groupe Converge) - illustration de la couverture[3]
- Danny De La Isla - édition
- Kevin Estrada - photographie
- Tim Lambesis - producteur
- Kevin Puig - pre-production
- Steve Russell - producteur, ingénieur
- Phil Sgrosso - producteur
- Andy Sneap - mastering, mixage audio

## Le DVD
Une version limitée de l'album est sortie le 23 juin 2005, accompagnée d'un DVD. Il s'agit de la vidéo d'un concert donné par le groupe le 28 décembre 2004 au Substage Club à Karlsruhe, en Allemagne. Les titres interprétés, tous issus de l'album Frail Words Collapse à l'exception de Reflection, sont les suivants :
1. Falling Upon Deaf Ears
2. 94 Hours
3. A Thousand Steps
4. Elegy
5. Reflection
6. Distance is Darkness
7. Collision